# Однородный доступ к памяти
Однородный доступ к памяти (англ. uniform memory access, UMA) — архитектура многопроцессорных компьютеров с общей памятью, в которой все процессоры используют физическую память одновременно, по общим путям и с равномерными задержками и пропускной способностью. В некоторых случаях каждый процессор может использовать свой собственный кэш.
Такая схема работы с памятью используется в системах с симметричной мультипроцессорностью (SMP-машинах), поэтому термины UMA и SMP часто используются вместе как «SMP/UMA».
Альтернатива — неоднородный доступ к памяти (non-uniform memory access, NUMA), когда доступ одного процессора к памяти, присоединённой к другому, осуществляется через специализированную шину, соответственно, задержки такого доступа выше, а пропускная способность может быть ниже.    